# Хамдамов, Достонбек Хуршид огли
Достонбе́к Хурши́д огли́ (Хурши́дович) Хамда́мов (узб. Dostonbek Xurshid oʻgʻli Hamdamov / Достонбек Хуршид ўғли Ҳамдамов; 24 июля 1996, Бекабад, Ташкентский вилоят, Узбекистан) — узбекистанский футболист, выступающий на позиции полузащитника. По итогам 2015 года был признан АФК лучшим молодым футболистом Азии, победитель молодёжного чемпионата Азии 2018.
С января 2019 года игрок ташкентского клуба «Пахтакор». С 2016 года также выступает за национальную сборную Узбекистана.
С 2013 года по 2015 год выступал за юношескую (до 17 лет) и молодёжную (до 20 лет) сборные Узбекистана. С 2016 года также выступает за молодёжную (олимпийскую) сборную Узбекистан до 23 лет.

## Карьера

### Клубная
Начал обучаться футболу в школе-интернате футбольного клуба «Янгиер» из одноимённого города. С 2009 года начал обучаться в футбольной школе ташкентского клуба «Бунёдкор». Позднее начал играть за молодёжную команду этого клуба. С 2014 года стал привлекаться на основную команду «Бунёдкора» и вскоре закрепился в основном составе, с 2015 года стал одним из основных игроков команды после резкого омоложения состава команды. Всего за четыре сезона сыграл за основную команду «Бунёдкора» в 134 матчах и забил 49 голов.
В начале 2018 года перешёл в российский клуб «Анжи», а 15 марта был заявлен для участия в матчах российской Премьер-лиги. 17 марта того года в домашнем матче 23-го тура против «Тосно» дебютировал за «Анжи», однако на 71-й минуте встречи был заменён на Михаила Бакаева. Являлся игроком «Анжи» до января 2019 года. За это время в общей сложности сыграл за махачкалинский клуб 11 игр.

### В сборной
В 2013 году сыграл четыре матча за юношескую сборную Узбекистан (до 17), в 2014—2015 годах сыграл девять матчей и забил четыре гола в молодёжной сборной Узбекистана (до 20).
С 2016 года выступает за олимпийскую (молодёжную до 23 лет) сборную Узбекистана, в составе которой в январе 2018 года стал победителем молодёжного чемпионата Азии 2018.
С 2016 года также стал привлекаться в национальную сборную Узбекистана. Первый матч за национальную сборную своей страны Хамдамов сыграл в июне 2016 года против сборной Канады. Вместе со сборной участвовал на Кубке Азии 2019.

## Достижения

### Командные
- Чемпион Азии среди олимпийских команд (до 23 лет): 2018
- Чемпион Азии среди юношеских команд (до 16 лет): 2012[3]
- Обладатель Суперкубка Узбекистана: 2014
- Финалист Кубка Узбекистана: 2014, 2015, 2017
- Серебряный призёр Высшей лиги Чемпионата Узбекистана: 2016

### Личные
- Лучший молодой футболист Азии: 2015